# Louis Benda
Louis Benda (geboren 30. Januar 1873 in Fürth; gestorben 22. Juli 1945 in Zürich) war ein deutsch-schweizer Mediziner und Chemiker. 

## Leben
Louis Benda stammt aus einer jüdischen Familie, die seit mehreren Generationen in Fürth lebte. Er wurde als das dritte Kind von Wilhelm Ludwig Benda und seiner Frau Dina Benda (geb. Büchenbacher) geboren. Bendas Vater war der Besitzer einer Bronzefabrik und Teilhaber eines Textilwarengroßhandels, die er 1885 verkaufte, um mit seiner Familie nach Zürich zu ziehen. Lous Benda besuchte zunächst das Realgymnasium in Nürnberg, seine Reifeprüfung legte er nach dem Umzug nach Zürich am dortigen Gymnasium ab, welches er mit seinen drei Geschwistern besuchte. 1887 nahm er die Schweizer Staatsbürgerschaft an. Im Alter von 18 Jahren begann er sein Chemiestudium am Eidgenössischen Polytechnikum, der heutigen ETH Zürich. 1891 machte er sein Diplomexamen. Mit 22 Jahren nahm er eine Assistentenstelle bei Robert Gnehm an, bei dem er an seiner Dissertation zum Thema Tartrazine arbeitete. Er erforschte die Konstitution des gelben Farbstoffes und fand einige neue Reaktionen. 1897 wurde er für seine Arbeit zum Dr. phil. promoviert. 
In Lyon arbeitete er nach seinem Studium für zwei Jahre in einem chemischen Großbetrieb. 1899 ließ er sich in Frankfurt am Main nieder und wurde zum 15. Mai 1899 Mitarbeiter der Cassella Farbwerke Mainkur, wo er für Arthur von Weinberg an Acridin-, Triphenylmethan- und Schwefelfarbstoffen arbeitete. Mit von Weinberg verband Benda eine lebenslange Freundschaft. Ab 1906 arbeitete Benda für den späteren Nobelpreisträger Paul Ehrlich und im Georg-Speyer-Haus. Benda arbeitete über mehrere Jahre an arsenorganischen Verbindungen und war an der Entwicklung von Salvarsan, dem ersten Medikament gegen Syphilis, beteiligt. 1919 erhielt er Prokura bei den Cassella Farbwerken und wurde 1925 stellvertretender Direktor. In der neugegründeten I.G. Farben arbeitete er in der pharmazeutischen Abteilung in  Hoechst und war Teil des Direktoriums. Ab 1931 war er Honorarprofessor an der Universität Frankfurt und das Motto von Paul Ehrlich wir müssen chemisch zielen lernen was das Thema seiner Antrittsvorlesung. 1933 wurde ihm die Lehrbefugnis entzogen. Nachdem Ludwig Hermann Ende 1932 die Werksleitung von Hoechst übernommen hatte, wurde Benda dort kurz nach seinem 60. Geburtstag gegen seinen Willen frühpensioniert. 1939 emigrierte er in die Schweiz. 
Benda heiratete im Alter von 40 Jahren die Konzertsängerin Alice Lenné. Das Paar hatte zwei gemeinsame Töchter, Irene und Anneliese.

## Werke
- Beiträge zur Kenntnis der Tartrazine. Zürich 1897 (Dissertation).
- P. Ehrlich und L. Benda: Über die Einwirkung von Cyankalium auf Pyronin und Acridinium-Farbstoffe. In: Berichte der Deutschen Chemischen Gesellschaft. Band 46, 1913, S. 1931–1951 (PDF; 1,1 MB).